# Ovidiu Burcă
Ovidiu Burcă (født 16. marts 1980) er en tidligere rumænsk fodboldspiller.